# Nessuna pietà (audiolibro)
Nessuna pietà  è un cofanetto (libro e CD) pubblicato da Magazzini Salani, in collaborazione con l'associazione Associazione Nausika nel 2009.

## Il cofanetto
Il CD è una raccolta di dieci pezzi musicali interpretati da dieci diversi artisti su eventi drammatici ed epocali della storia dell'800 e del 900, partendo dal genocidio degli indiani d’America fino ad arrivare alla tragedia dell'immigrazione dei popoli africani.
Al CD musicale è allegato un libro in cui ogni scritto, sotto forma di poesia, racconto o saggio, è collegato a un brano musicale.
Parte degli incassi sono stati destinati a favore dei progetti di Emergency.
(Marco Vichi)

## Piano dell'opera

### CD musicale
- Grande Spirito, Piero Pelù, Nicola Pecci (genocidio dei nativi americani)
- Eterna memoria, Ginevra Di Marco (schiavi neri d'America)
- Jawhol, Alessandro Ledda, Nicola Pecci  (Shoah e negazionismo)
- belpaese, Luca Scarlini (fascino degli italiani per il totalitarismo)
- Dormi bambino, Nicola Pecci (Hiroshima)
- Popolo sovrano, Cisco (gulag sovietici)
- La vostra guerra, Nicola Pecci (desaparecidos)
- In mezzo al mare, Ambra Marie  (bambini vittime delle guerre)
- Il mio dovere, Federica Camba, Nicola Pecci (11 settembre e guerra in Iraq)
- Addio Amore, Stefano Bollani (emigrazione africana in Europa)

### Libro
- Introduzione di Carlo Lucarelli
- Native American View di Joy Harjo (traduzione di Laura Coltelli)
- Lara di Bernardine Evaristo
- La negazione di Francesco Rotondi
- Il verbo e il nerbo: Benito Mussolini e la seduzione delle masse di Luca Scarlini
- Gen di Hiroshima - Live at Disneyland di Gianluca Coci
- Stalin: quando il terrore diventa spettacolo di Gian Piero Piretto
- Patotas di Massimo Carlotto
- Transformer di Giulio Cederna
- Parola di Allah, un'intervista a Dio di Hamid Ziarati
- L'albero di Igiaba Scego

## Edizioni
- Marco Vichi, Nessuna Pietà, Luca Scarlini, Salani, 2009,  p. 93, ISBN 88-6212-339-6.